# Michael Gould
Michael Gould (Ealing, 3 maggio 1961) è un attore britannico.

## Biografia
Prolifico attore classico, Michael Gould ha cominciato a recitare con la Royal Shakespeare Company negli anni novanta, recitando in classici del teatro diretti da registi di alto profilo quali Adrian Noble e Katie Mitchell. Successivamente ha proseguito con la sua attività sulle scene, recitando allo Shakespeare's Globe, all'Old Vic e a Broadway. Attivo anche in campo cinematografico e televisivo, ha recitato in film come Frankenstein di Mary Shelley, Rogue One: A Star Wars Story e One Life e in serie televisive come L'amore e la vita - Call the Midwife e Casualty.

## Filmografia parziale

### Cinema
- Frankenstein di Mary Shelley (Mary Shelley's Frankenstein), regia di Kenneth Branagh (1994)
- Il traditore tipo (Our Kind of Traitor), regia di Susanna White (2016)
- Rogue One: A Star Wars Story, regia di Gareth Edwards (2016)
- L'ora più buia (Darkest Hour), regia di Joe Wright (2017)
- Radioactive, regia di Marjane Satrapi (2019)
- Il ritratto del duca (The Duke), regia di Roger Michell (2020)
- One Life, regia di James Hawes (2023)

### Televisione
- Metropolitan Police (The Bill) – serie TV, 4 episodi (1993-2005)
- EastEnders – serial TV, 4 puntate (1998-2002)
- Casualty – serie TV, 3 episodi (2008-2021)
- Secret State, regia di Ed Fraiman  – miniserie TV, 3 puntate (2012)
- Testimoni silenziosi (Silent Witness) – serie TV, episodi 17x03-17x04 (2014)
- Mr. Sloane – serie TV, episodi 1x01-1x05 (2014)
- The Trial: A Murder in the Family, regia di Nick Holt e Kath Mattock – miniserie TV (2017)
- Man Down – serie TV, 5 episodi (2017)
- Into the Badlands – serie TV, episodio 3x04 (2018)
- Black Earth Rising, regia di Hugo Blick – miniserie TV, 4 puntate (2018)
- There She Goes – serie TV, 3 episodi (2018-2023)
- Manhunt – serie TV, episodio 1x01 (2019)
- L'amore e la vita - Call the Midwife (Call the Midwife) – serie TV, episodio 10x04 (2021)
- Showtrial – serie TV, episodi 1x03-1x04 (2021)
- You Don't Know Me, regia di Sarmad Masud – miniserie TV (2021)

## Teatro (parziale)
- La dodicesima notte di William Shakespeare. Royal Shakespeare Company di Stratford-upon-Avon (1991)
- Enrico IV di William Shakespeare. Royal Shakespeare Company di Stratford-upon-Avon (1991)
- Amleto di William Shakespeare. Royal Shakespeare Company di Stratford-upon-Avon (1992)
- La tempesta di William Shakespeare. Salisbury Playhouse di Salisbury (1993)
- Romeo e Giulietta di William Shakespeare. Royal Shakespeare Company di Stratford-upon-Avon (1995).
- Le fenicie di Euripide. Royal Shakespeare Company di Stratford-upon-Avon (1995)
- La tragedia della fanciulla di John Fletcher e Francis Beaumont. Shakespeare's Globe di Londra (1996)
- Il racconto d'inverno di William Shakespeare. Shakespeare's Globe di Londra (1997)
- Orestea di Eschilo. National Theatre di Londra (1999)
- Re Lear di William Shakespeare. Shakespeare's Globe di Londra (2001)
- Pericle, principe di Tiro di William Shakespeare. Lyric Theatre di Londra (2003)
- Il crogiuolo di Arthur Miller. Crucible Theatre di Sheffield (2004)
- I pilastri della società di Henrik Ibsen. National Theatre di Londra (2005)
- Le Troiane di Euripide. National Theatre di Londra (2007)
- Amleto di William Shakespeare. Young Vic di Londra (2021)
- Uno sguardo dal ponte di Arthur Miller. Young Vic e Wyndham's Theatre di Londra (2014), Lyric Theatre di Broadway (2015)
- Peccato che sia una sgualdrina di John Ford. Shakespeare's Globe di Londra (2014)
- The Audience di Peter Morgan. Apollo Theatre di Londra (2015)
- Sogno di una notte di mezza estate di William Shakespeare. Young Vic di Londra (2017)
- Il mercante di Venezia di Shakespeare's Globe di Londra (2021)
- Pigmalione di George Bernard Shaw. Old Vic di Londra (2023)

## Doppiatori italiani
- Gianluca Machelli ne L'ora più buia